# L'Infant Antonio Pascual
Antonio Pascual de Borbón y Sajonia, infante de España
L'Infant Antonio Pascual (en espagnol : Antonio Pascual de Borbón y Sajonia, infante de España), est une peinture à l'huile réalisée par Francisco de Goya en 1800 comme esquisse préparant la réalisation de La Famille de Charles IV et représentant Antonio Pascual de España (es).

## Contexte de l'œuvre
Cette esquisse est l'une des dix études au naturel peintes par Goya dans le Palais royal d'Aranjuez en été 1800. D'après le souhait de Marie-Louise de Bourbon-Parme, le peintre a fait le portrait séparément de chaque membre de la famille royale afin que tout le monde n'ait pas à poser de longues heures en même temps.
Le portrait représente l'infant Antoine-Pascal, fils de Charles III d'Espagne et de Marie-Amélie de Saxe. Il est né à Caserte, quand son père était encore roi de Royaume de Naples. Il s'est marié avec sa nièce Marie-Amélie d'Espagne le 25 août 1795 avec qui il a eu des enfants mais de qui il est devenu veuf trois ans plus tard. Désigné par Ferdinand VII, il a dirigé la Junte suprême de gouvernement pendant que le roi se rendait à son entrevue de Bayonne dans le but de trouver un arrangement avec les troupes françaises.

## Provenance
Il provient des collections royales et a été localisé au palais royal de Madrid en 1814. Il est intégré au Musée du Prado avant 1834, étant donné qu'il figure dans l'inventaire du Musée royal cette année-là. Il est cité pour la première fois dans le catalogue officiel du musée du Prado en 1872.

## Analyse
Toutes les esquisses ont comme caractéristique principale une couche de fixateur de fonds rouge et des traits du visage construits en un seul ton, de même que les masses principales. Une fois définis les plans et les proportions, des nuances de couleurs sont ajoutées.
Il porte la ceinture rouge de la Toison d'or ainsi que le ruban de l'Ordre de Charles III d'Espagne et celle de Saint-Janvier,.